# Neptis aceris
Neptis aceris är en fjärilsart som beskrevs av Ivan Lepekhin 1774. Neptis aceris ingår i släktet Neptis och familjen praktfjärilar. Inga underarter finns listade i Catalogue of Life.